# Expect No Mercy
Expect No Mercy è il nono album in studio del gruppo rock scozzese Nazareth, pubblicato nel 1977.

## Tracce
1. Expect No Mercy – 3:27
2. Gone Dead Train – 3:44
3. Shot Me Down – 3:29
4. Revenge Is Sweet – 3:04
5. Gimme What's Mine – 3:45
6. Kentucky Fried Blues – 3:08
7. New York Broken Toy – 3:37
8. Busted – 3:40
9. Place in Your Heart – 3:01
10. All the King's Horses – 4:23

## Formazione
- Dan McCafferty - voce
- Darrell Sweet - batteria
- Pete Agnew - basso, chitarra
- Manny Charlton - chitarra